# Regione delle Nazioni, Nazionalità e Popoli del Sud
La regione delle Nazioni, Nazionalità e Popoli del Sud è una regione (kililoch) dell'Etiopia sud-occidentale abitata da oltre 45 gruppi etnici.
Confina a nord-ovest con la regione di Gambela e la Regione dei Popoli Etiopi del Sud-Ovest, a nord, ovest e sud-est con la regione di Oromia, e a est con la regione di Sidama. A sud ha un confine internazionale con il Kenya e a ovest con il Sudan del Sud.

## Geografia fisica
La regione è prevalentemente montuosa; tra i rilievi più alti, il monte Gughe alto 4200 m.
Nell'area centro-meridionale scorre il fiume Omo, che scorrendo verso sud sfocia nel lago Turkana, il cui margine settentrionale bagna la regione segnandone parte del confine con il Kenya.
Nell'area occidentale scorre il fiume Akobo.
Al confine orientale con la regione di Oromia è situato il lago Abaya.

## Monumenti e luoghi d'interesse

### Aree naturali
- Parco nazionale di Nechisar.
- Riserva naturale di Chelbi.

## Società

### Evoluzione demografica
Da una stima redatta dalla Central Statistical Agency of Ethiopia (CSA) e pubblicata nel 2005 la popolazione risulta essere costituita da 9 126 000 abitanti. Al censimento del 1994 il 93,2% della popolazione abitava in zone rurali. Il centro, l'est e il nord risultano essere le aree più densamente popolate.

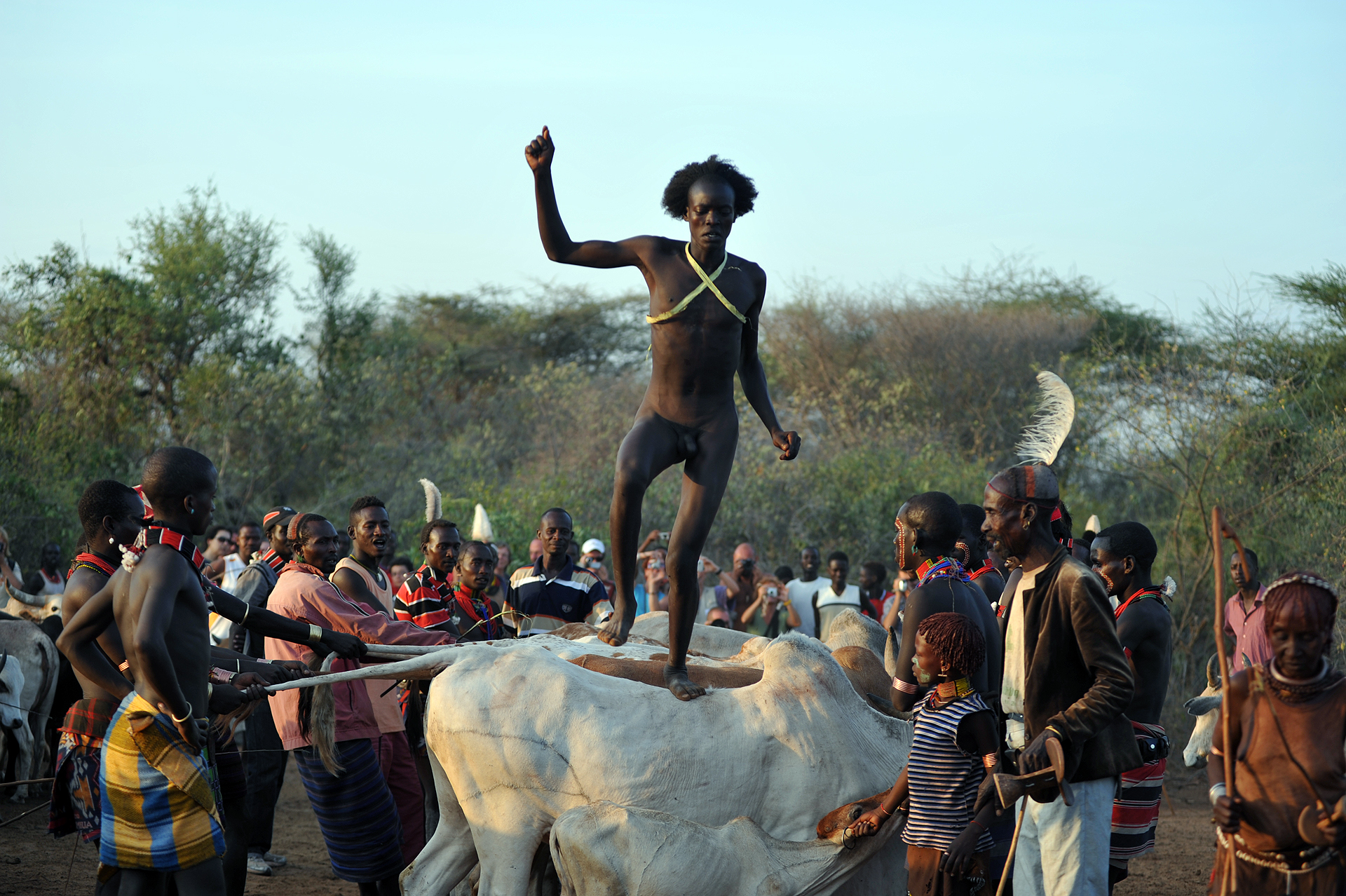
Rito di iniziazione della tribù Hamar

### Religione
Di seguito sono riportate le religioni professate nella regione, secondo i dati raccolti nel censimento del 2007:
|                        | % nel 2007 |
| Protestanti            | 55,5%      |
| Cristiano ortodossi    | 19,86%     |
| Musulmani              | 14,12%     |
| ---------------------- | ---------- |
| Religioni tradizionali | 6,6%       |
| Cattolici              | 2,4%       |
| Altro                  | 1,5%       |

### Etnie e minoranze straniere

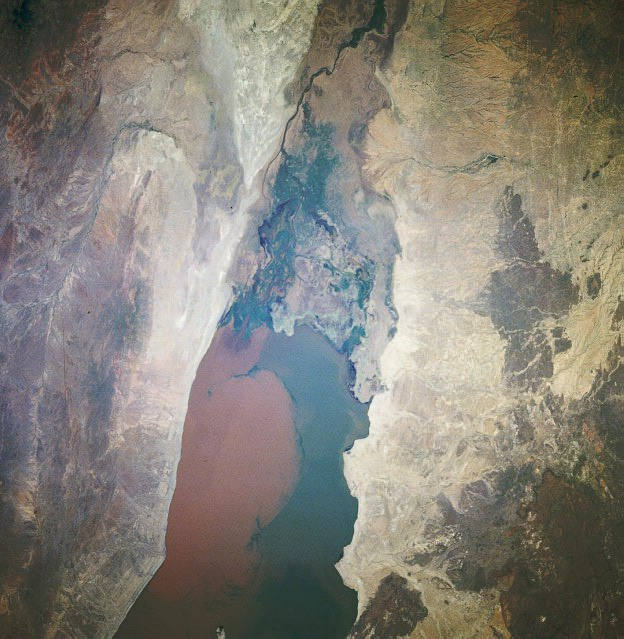
La foce del fiume Omo nel lago Turkana nel sud della regione

I gruppi etnici che popolano la regione sono:

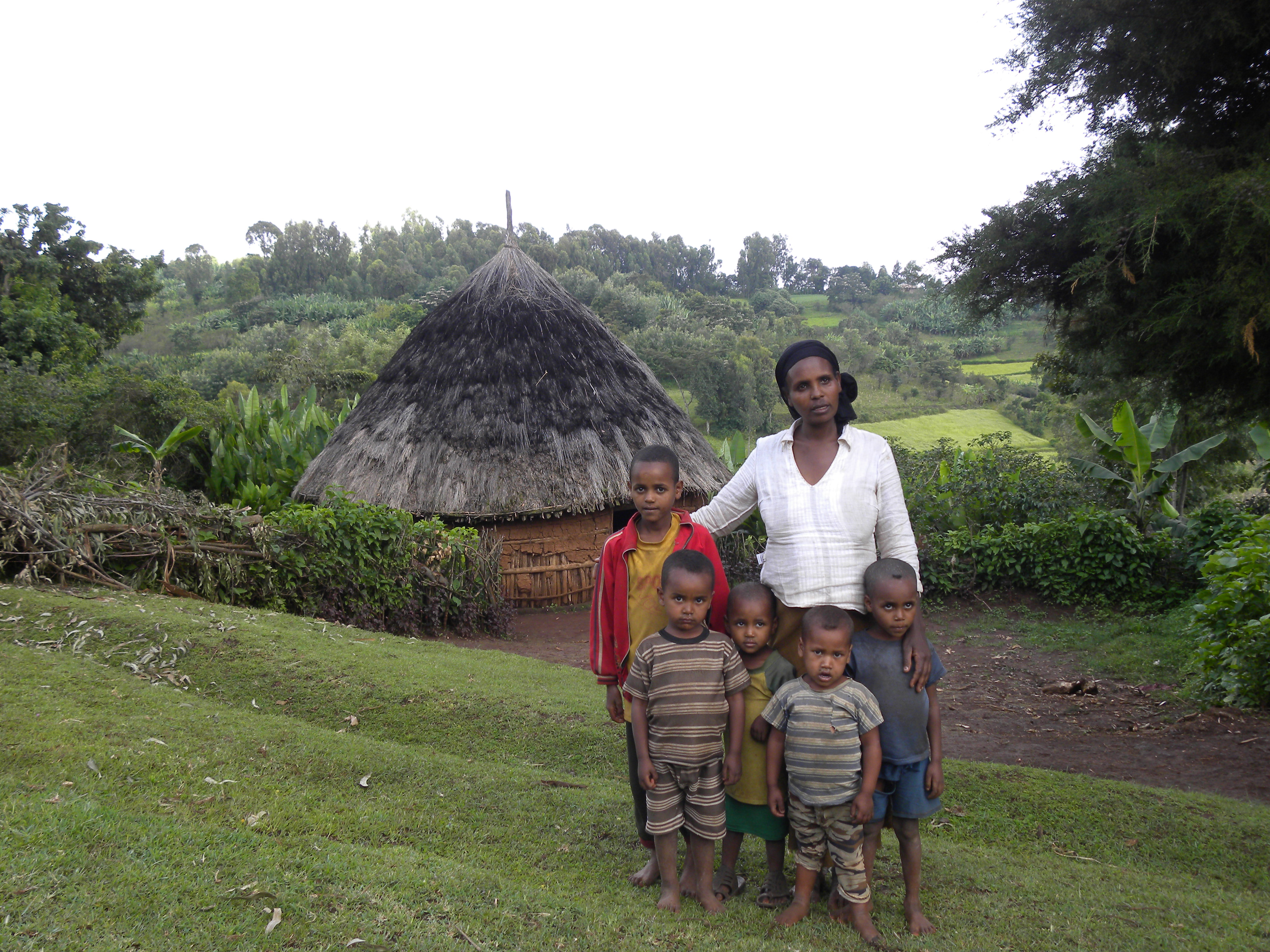
Famiglia davanti al tradizionale Tucul nella zona di Kembata Timbaro

- Aari
- Alaba
- Arbore
- Basketo
- Bench
- Bodi
- Burji
- Chara
- Daasanach
- Dime
- Dirashe
- Dizi
- Dorze
- Gamo
- Gawada
- Ghedeo
- Goffa
- Guraghe
- Hadiya
- Hamer
- Kachama
- Kambaata
- Karo
- Kafficho
- Kichepo
- Konso
- Konta
- Kwegu
- Libido
- Maale
- Me'en
- Mello
- Mursi
- Nyangatom
- Oyda
- Sheko
- Sidama
- Silte
- Surma
- Tsamai
- Welayta
- Yếm
- Zayse
- Zergula

### Lingue
Il censimento del 2007 ha riportato che le lingue prevalentemente parlate sono il Sidama (19,59%), lo Welayta (10,48%), l'Hadiya (8%), il Gurage (7,13%), il Gamo (6,9%), il caffino (5,36%) e l'amarico (4,10%). Altre lingue parlate nella Regione sono il Kambaata, il Mello, il Goffa, il Gedeo e il Dima; a causa dell'elevato numero di lingue parlate nella regione, l'amarico si è affermata come lingua franca.
Nonostante la diffusione dell'amarico, la maggior parte degli alunni sostiene i primi otto anni di istruzione primaria nella propria lingua madre, mentre tutta l'istruzione secondaria e superiore si svolge in lingua inglese.

## Geografia antropica
La regione è stata istituita nel 1995. Ha incorporato l'ex provincia di Gamo Gofa e parte del territorio delle ex province di Sidamo, Caffa e Ilubabor.
Il referendum del 2019 ha sancito, con oltre il 98% dei voti favorevoli, la creazione di una nuova regione, la Regione di Sidama, che si è separata dalla regione della Regione delle Nazioni, Nazionalità e Popoli del Sud, e che è stata effettivamente creata nel giugno 2020. In conseguenza del risultato del referendum, è stato deciso che Auasa, che territorialmente ricade nella regione di Sidama, avrebbe continuato a essere anche sede transitoria del governo regionale della Regione delle Nazioni, Nazionalità e Popoli del Sud, per almeno altre due elezioni.
Il 23 novembre 2021 è stata completata la procedura, sancita da un ulteriore referendum approvato con oltre il 96% dei voti favorevoli, della creazione di una nuova regione, la “Regione dei Popoli Etiopi del Sud-Ovest” .

### Suddivisioni amministrative
La regione è divisa nelle seguenti 17 zone amministrative, e sei woreda speciali:
- Alaba
- Gamo
- Gedeo
- Gofa
- Guraghe
- Hadiya
- Kembata Timbaro
- Konso
- Mirab Omo
- Omo meridionale
- Sheka
- Siltie
- Wolayita

Di seguito sono indicati i woreda speciali:
- Amaro
- Alle
- Basketo
- Burji
- Derashe
- Konso
- Yem

## Infrastrutture e trasporti
Nella regione è stata costruita, tra tante polemiche, la Diga Gilgel Gibe III, che alimenta la più grande centrale idroelettrica d'Africa.